# جزر أباد (سياهو)
جزر أباد (بالفارسية: جذرآباد) هي قرية تقع في إيران في قسم سیاهو الريفي. يقدر عدد سكانها بـ 185 نسمة بحسب إحصاء 2016.